# August Lösch
August Lösch (Öhringen, 15 ottobre 1906 – Ratzeburg, 30 maggio 1945) è stato un economista tedesco, noto per i suoi contributi all'economia spaziale, soprattutto con il libro Die räumliche Ordnung der Wirtschaft, scritto negli anni trenta, concluso nel 1939 e pubblicato nel 1940.
Gli studi di economia internazionale lo portarono all'analisi economica spaziale. Durante gli anni '30 ha uno scambio di lettere con Schumpeter in America.
Benché ostile al regime nazista, decise di rimanere in Germania, ma il suo atteggiamento non gradito al regime gli procura problemi e difficoltà anche materiali, coinvolgendo aspetti scientifici e politici nel confronto con l'altro economista spaziale tedesco Walter Christaller, aderente quest'ultimo alle teorie naziste.
Nel 1940 trova impiego presso l'istituto di economia nell'università di Kiel che gli garantisce così un reddito. L'anno successivo viene nominato a capo di un gruppo di ricerca. Rifiuta per motivi politici la proposta di diventare docente.
Muore di stenti pochi giorni dopo la resa della Germania nazista agli Alleati.
La "August-Lösch-Gesellschaft zur Förderung der Regionalwissenschaft" per gli studi regionali e il premio "August-Lösch-Preis" sono a lui dedicati.

## Opere
- Bevölkerungswellen und Wechsellagen, Jena, 1936
- Eine neue Theorie des internationalen Handels, in Weltwirtschaftliches Archiv, 1939
- Die räumliche Ordnung der Wirtschaft, Jena, 1940